# Oliver Paasch
Oliver Paasch (ur. 21 października 1971 w Malmedy) – belgijski polityk i prawnik reprezentujący wspólnotę niemieckojęzyczną, inicjator i w latach 2008–2013 przewodniczący partii ProDG, od 2014 minister-prezydent wspólnoty niemieckojęzycznej Belgii (DG).

## Życiorys
Ukończył w 1995 studia prawnicze, studiował na francuskojęzycznych Université de Namur i Université catholique de Louvain. Działał w organizacjach studenckich i młodzieżowych, współtworzył ruch „Jugend für Europa”. Zawodowo do 2004 pracował w branży finansowej.
W 1997 po raz pierwszy zasiadł w parlamencie wspólnotowym, uzyskiwał następnie reelekcję na kolejne kadencje. W 2008 zainicjował powołanie partii ProDG, która faktycznie zastąpiła ugrupowanie PJU-PDB, z którym był politycznie związany. W tym samym roku stanął na czele tego stronnictwa, kierując nim do 2013. Po wyborach regionalnych w 2004 wszedł w skład regionalnego rządu Karl-Heinza Lambertza jako minister ds. edukacji i badań naukowych. Pięć lat później objął stanowisko ministra ds. szkoleń zawodowych, zatrudnienia i edukacji.
W 2014 ProDG w wyborach regionalnych zajęła drugie miejsce za największym regionalnym ugrupowaniem, tj. pozostającymi w opozycji chadekami. Partia ponownie zawiązała koalicję z socjalistami i liberałami z PFF, a Oliver Paasch został nowym ministrem-prezydentem wspólnoty niemieckojęzycznej. Utrzymał tę funkcję również po kolejnych wyborach regionalnych w 2019 i 2024.